# Nowy wspaniały świat (album)
Nowy wspaniały świat – debiutancki album polskiego zespołu 2 plus 1, wydany w 1972 roku nakładem Polskich Nagrań.

## Ogólne informacje
Płyta zawierała piosenki utrzymane w stylu popowo-folkowym, głównie w konwencji balladowej. Większość tekstów została napisana przez Marka Dutkiewicza i Ernesta Brylla, a za warstwę kompozycyjną odpowiadali w największej mierze Janusz Kruk i Katarzyna Gärtner. Album zawiera jedne z największych przebojów grupy: „Chodź, pomaluj mój świat”, „Czerwone słoneczko”, „Wstawaj, szkoda dnia” oraz „Hej, dogonię lato”. Przyniósł on zespołowi ogromną popularność i zdobył status (pierwszej z trzech w historii zespołu) złotej płyty.
W 1995 roku ukazała się reedycja płyty na CD. Oprócz piosenek z krążka winylowego znalazło się na niej pięć utworów bonusowych: cztery nagrania z tzw. "czwórki" 2+1 wydanej w 1971 roku i piosenka „Codzienność” Marka Grechuty, z którą grupa wystąpiła na XI Krajowym Festiwalu Piosenki Polskiej w Opolu. Okładka tej reedycji różni się od oryginalnej zdjęciami członków zespołu: są one czarno-białe i rozmieszczone inaczej. W 2001 roku wydawnictwo Yesterday wydało płytę ponownie, bez nagrań bonusowych, za to z oryginalną okładką i książeczką będącą odwzorowaniem okładki winyla.

## Lista utworów
| 1. | „Czerwone słoneczko”     | 2:48  |
|    |                          |       |
| 2. | „Nowy wspaniały świat”   | 2:45  |
|    |                          |       |
| 3. | „Pani moich godzin”      | 3:18  |
|    |                          |       |
| 4. | „Zielona droga”          | 3:03  |
|    |                          |       |
| 5. | „W kamień zaklęci”       | 2:17  |
|    |                          |       |
| 6. | „Kiedy rzeką płynie kra” | 0:56  |
|    |                          |       |
| 7. | „Gwiazdo wód”            | 3:33  |
|    |                          |       |
|    |                          | 18:40 |
|    |                          |       |

| 1. | „Hej, dogonię lato”          | 3:13  |
|    |                              |       |
| 2. | „Wstawaj, szkoda dnia”       | 2:55  |
|    |                              |       |
| 3. | „Chodź, pomaluj mój świat”   | 3:00  |
|    |                              |       |
| 4. | „Jasny, biały dzień”         | 3:05  |
|    |                              |       |
| 5. | „Po jedwabnej stronie”       | 3:42  |
|    |                              |       |
| 6. | „Wrócimy tam któregoś ranka” | 3:12  |
|    |                              |       |
|    |                              | 19:07 |
|    |                              |       |

| 1.  | „Czerwone słoneczko”         | 2:49  |
|     |                              |       |
| 2.  | „Nowy wspaniały świat”       | 2:49  |
|     |                              |       |
| 3.  | „Pani moich godzin”          | 3:19  |
|     |                              |       |
| 4.  | „Zielona droga”              | 3:05  |
|     |                              |       |
| 5.  | „W kamień zaklęci”           | 2:18  |
|     |                              |       |
| 6.  | „Kiedy rzeką płynie kra”     | 0:58  |
|     |                              |       |
| 7.  | „Gwiazdo wód”                | 3:34  |
|     |                              |       |
| 8.  | „Hej dogonię lato”           | 3:15  |
|     |                              |       |
| 9.  | „Wstawaj, szkoda dnia”       | 2:58  |
|     |                              |       |
| 10. | „Chodź, pomaluj mój świat”   | 3:01  |
|     |                              |       |
| 11. | „Jasny, biały dzień”         | 3:10  |
|     |                              |       |
| 12. | „Po jedwabnej stronie”       | 3:47  |
|     |                              |       |
| 13. | „Wrócimy tam któregoś ranka” | 3:14  |
|     |                              |       |
| 14. | „Codzienność”                | 3:15  |
|     |                              |       |
| 15. | „Panna radosna”              | 2:09  |
|     |                              |       |
| 16. | „Śpij, baju baju”            | 2:50  |
|     |                              |       |
| 17. | „Już nie będę taki głupi”    | 2:30  |
|     |                              |       |
| 18. | „Nie zmogła go kula”         | 1:58  |
|     |                              |       |
|     |                              | 50:59 |
|     |                              |       |

## Teledyski
- "Chodź, pomaluj mój świat"
- "Czerwone słoneczko"

### Twórcy
2 plus 1:
- Elżbieta Dmoch – wokal, flet
- Janusz Kruk – wokal, gitara, fortepian
- Andrzej Krzysztofik – gitara basowa, gitara, harmonijka ustna, wokal

Muzycy towarzyszący:
- Cezary Szlązak – klarnet
- Katarzyna Gärtner – fortepian
- Michał Nowak – perkusja
- Tomasz Rostkowski – skrzypce